# Zoológico Nacional de Chile
El Zoológico Nacional de Chile es un zoológico ubicado en la ciudad de Santiago. Se ubica en las faldas del cerro San Cristóbal, perteneciente al Parque Metropolitano de Santiago. Los principales objetivos del trabajo que se realiza en el Jardín Zoológico Nacional son la conservación e investigación de las especies que en él habitan, así como la educación y la recreación del público visitante. 

## Historia

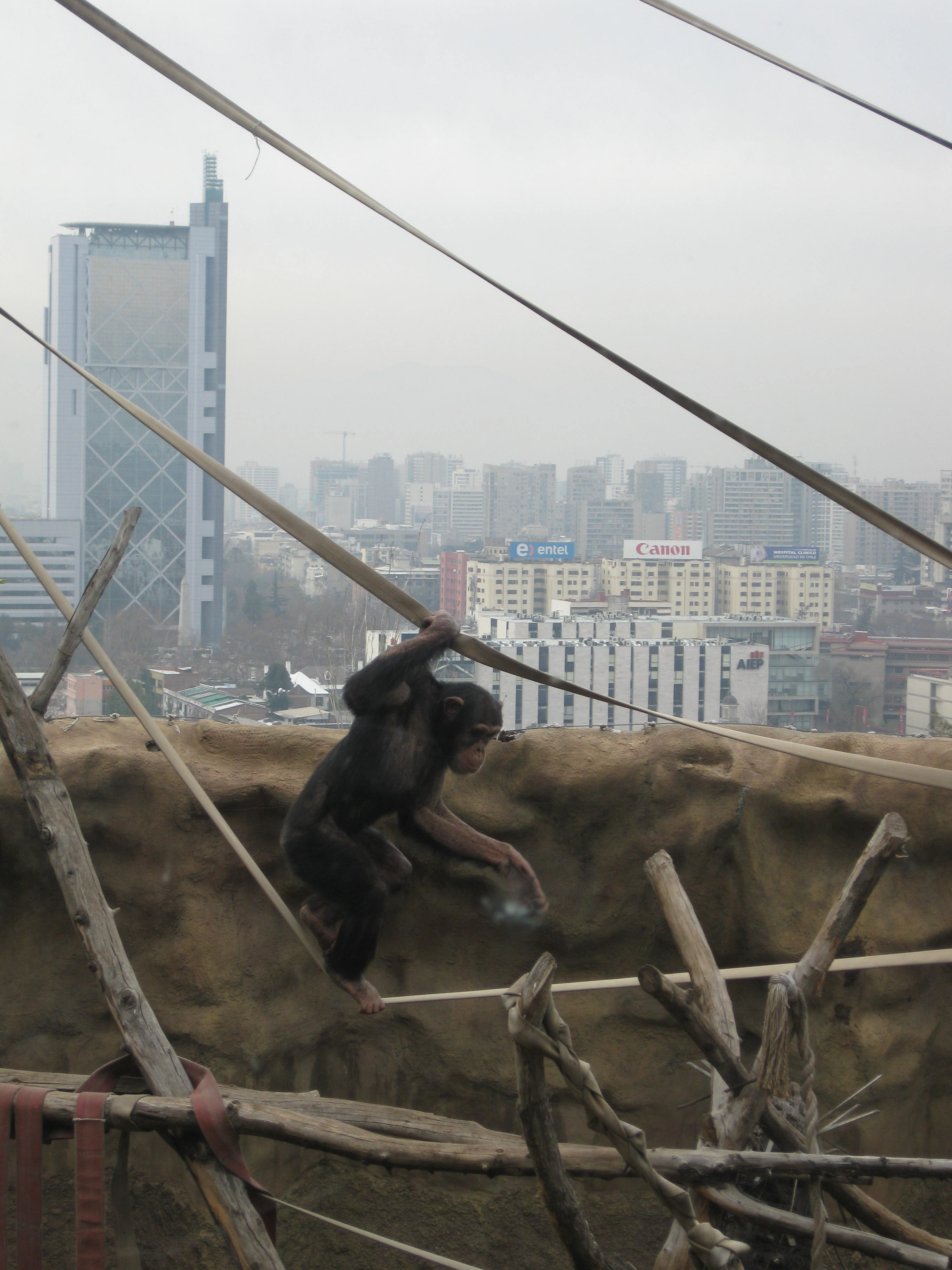
Un chimpancé en el Zoológico Nacional, con la Torre Telefónica al fondo.

En 1875 se efectuó la exposición de animales exóticos en el recinto de la llamada Quinta Normal de Agricultura. Aquí surgieron las primeras ideas de construcción de un zoológico para los habitantes de Santiago. En 1882, se plasma el primer proyecto de zoológico el que fue inaugurado en la misma Quinta Normal por el profesor Julio Bernard. Veinte años más tarde, en Concepción, el profesor y entomólogo Carlos Reed fundó otro Jardín Zoológico sólo con animales nativos. Esto ayudó a comprender a las personalidades de la época sobre la necesidad de crear un parque zoológico en la capital.
En 1921, el Intendente de Santiago, Alberto Mackenna, junto con el profesor Carlos Reed iniciaron una campaña para obtener el financiamiento y el terreno del que sería el Jardín Zoológico Nacional. Como resultado de estas gestiones, el 1 de septiembre de 1925, el Presidente de la República, Arturo Alessandri Palma, dictó el Decreto Supremo N.º 4273, que destinó 4,8 hectáreas de los terrenos del cerro San Cristóbal para la construcción del zoológico.
A principios de diciembre del mismo año, se traspasaron algunas especies existentes en el zoológico de la Quinta Normal y se trajeron otros 70 animales, a través del ferrocarril trasandino, provenientes de los zoológicos de la ciudad de Mendoza y de Buenos Aires. Entre las especies que integraron el nuevo zoológico cabe destacar un camello, ovejas de Somalía, dos boas, una vaca ñata producto de una anomalía hereditaria, guacamayos y un papión.
El Jardín Zoológico Nacional fue inaugurado oficialmente por el vicepresidente de la República, Luis Barros Borgoño, el 12 de diciembre de 1925. Lo acompañaron los ministros de Guerra y de Higiene, Carlos Ibáñez del Campo y Pedro Lautaro respectivamente. El primer director del zoológico fue Carlos Reed. El vicepresidente y su comitiva subieron por el funicular hasta la estación intermedia, y desde allí hicieron una visita a las instalaciones que fueron construidas, con la colaboración del arquitecto Teodoro Panuzzis, en menos de dos meses.

## Instalaciones
En 2012, el Jardín Zoológico Nacional posee una superficie de 4,8 hectáreas de recintos, y una población de más de 1000 animales que están distribuidos en 158 especies. De los ejemplares exhibidos, son autóctonos de Chile un 24 % de los mamíferos y un 37 % de las aves. En el recinto trabajan más de 50 personas entre veterinarios, cuidadores, guías educativos, aseadores y personal administrativo.

## Exhibiciones
Acceso del funicular
Después de llegar hasta el punto más alto del Zoo están en un amplio espacio rodeado de una laguna con gansos, especímenes de lémur de cola anillada (más adelante en el zoológico hay otra exhibición de la misma especie). Subiendo por las escaleras se verán ungulados como el camello bactriano, guanacos, ñandúes compartiendo hábitat con maras, entre otros.
Los grandes felinos
Esta exhibición consiste en cinco recintos, la primera es del tigre de Bengala, seguida por la del tigre blanco, continuada por la del jaguar. Debajo de todas estas se ubica la exhibición del león africano, con una hembra y un macho.
Penúltimo piso
Especies variadas de todo el mundo, de Asia está el gibón de manos blancas seguido por otros tipos de primates y pandas rojos. El Serpetario se encuentra más adelante, con especies de varanos, serpientes, y tortugas de variadas regiones del mundo, destacando la pitón reticulada. Más adelante se encuentra un centro de conservación de la ranita de Darwin con varios ejemplares. Al final está la exhibición de loros, con ejemplares de guacamayos, cacatúa galerita, loro tricahue, entre otros.
Aviario
El aviario imita a una selva tropical, en la cual los visitantes pasan por un puente a lo largo de la exhibición, rodeados de vegetación y lagunas. Entre sus especies destacadas están el pavo real (también un ejemplar blanco), el ibis rojo, el ibis sagrado, y otras aves tropicales. Será reemplazado por el Aviario del Parque Metropolitano de Santiago una vez que sea inaugurado en 2021, como una escisión del Zoológico, parte del proceso de reestructuración temática. 
Segundo piso
Comienza por una exhibición con muchos ejemplares de flamencos. Subiendo por una escalera estará el zorro chilla, en seguida el nocturno puercoespín africano. En lo alto la exhibición, varios ejemplares del papión sagrado. Delante de la última esta la jirafa con dos ejemplares y a un lado se encuentra el recinto de las cebras que cuenta con dos cebras. gallinas pintadas de ambientación. Más adelante esta el pudú, el emú, las llamas, el hábitat de conservación del cóndor andino y la jaula del oso pardo.
El espacio del simio
A la mitad del segundo piso se ubica otra elevación donde el visitante puede aprender acerca de los simios (sus características, morfología, evolución, etc), una de las mayores atracciones son los chimpances, con un espacio acogible, con cascadas y patios de juego, la exhibición está diseñada para que el público vea los comportamientos y costumbres de los dos simios y que aprendan más de sus parientes.
El piso de la entrada principal
En las bajadas al primer piso se encuentran ejemplares como el quique, las suricatas, el kinkajú, la civeta, la chinchilla, el mono araña y el tití emperador. En el primer piso se encuentra, justo frente a la salida principal, dos ejemplares de elefante africano. Por el último pasillo esta el hipopótamo común y a un lado la playa de los pingüinos. Y otra de las atracciones principales que existió hasta abril de 2015 fue el oso polar.

## Controversias

### Elefanta Fresia
La elefanta Fresia fue durante décadas la principal atracción del Zoológico Nacional; su docilidad y cercanía con los seres humanos la hicieron ganarse el cariño y fascinación del público, especialmente de los más pequeños, quienes frecuentemente le daban a la Fresia todo tipo de alimentos como maníes, algodón de azúcar, cuchuflíes, frutas, entre otros. Sus 55 años de vida estuvieron marcados por el precario espacio en el cual residió, así como por el denigrante trato tanto de sus cuidadores como de los visitantes, quienes veían en ella no más que una mera pieza de exhibición.[cita requerida]
Murió el 17 de mayo de 1991, presuntamente, tras haber ingerido bolsas plásticas que un visitante le arrojó. Hubo intentos infructuosos de embalsamar su cuerpo por parte del personal del Museo de Historia Natural de Quinta Normal, pero estos, al no disponer de los recursos y presupuesto suficiente para taxidermizar un animal de tal magnitud, poco pudieron hacer, pudiendo únicamente embalsamar su cabeza, la cual sería exhibida durante algunos años en el museo, siendo posteriormente retirada y de vuelta al zoológico, quienes la enterrarían con el resto del cuerpo de la Fresia en el Cerro San Cristóbal.
La Fresia es constantemente reivindicada como un símbolo de los horrores que el ser humano, ya sea por ignorancia o malicia, comete hacia los animales. En el episodio 14 de la primera temporada de 31 minutos, estrenado en junio de 2003, Juan Carlos Bodoque -uno de los personajes estelares del programa y conductor de una sección de consciencia ecológica llamada "la Nota Verde"- visita el Museo de Historia Natural, conmocionándose ante la cabeza colgada de la Fresia.

### Muerte del oso polar "Taco"
Taco, una de las principales atracciones del Zoológico Nacional, falleció en abril de 2015 a los 18 años de edad. Su muerte generó gran conmoción en la ciudadanía, abriendo un debate en torno a las condiciones de vida de los animales así como a los reales intereses del Zoológico Nacional. Zico Henríquez, en ese entonces director del grupo medioambientalista Orca Chile afirmó a Teletrece: 
"Taco fue ocupado como una de las principales atracciones del Zoológico, porque es el que más atraía visitas. Existe un afán más turístico, que de conservación de las especies"
En tanto, desde el Zoológico se defendieron explicando que Taco gozaba de una excelente salud, y que el cautiverio en el cual este residía respetaba todos los estándares internacionales del bienestar para los osos polares

### Muertes de "Manolo" y "Flaca"
El 21 de mayo de 2016, el Zoológico Nacional se vio envuelto en el que quizás sea el episodio más polémico y desastroso de su historia reciente; Franco Ferrada de 20 años se arrojaría desnudo a la jaula de los leones en exhibición, evadiendo todo tipo de seguridad y a la vista de todos los asistentes. El joven, que padecía de un trastorno mental hasta el momento no revelado, provocaría a los leones, aferrándose por momentos fuertemente al cuello del león "Manolo", siendo gravemente herido por este y la leona de nombre "Flaca" en su cráneo, rostro, cuello y pelvis.
Ante el riesgo en que se hallaba la vida del joven, sumado a la tardía reacción de los dardos tranquilizantes y la falta de cooperación por parte de Franco quien se hallaba sumido en un brote psicótico, operarios del Zoológico se vieron obligados a sacrificar a los leones. Esto desataría una gran polémica a nivel nacional, en donde el Zoológico Nacional y sus trabajadores serían fuertemente criticados por su actuar, así como por sus medidas de seguridad y protocolos que no fueron suficientes para evitar la tragedia. 
Cabe destacar que al momento de dicho episodio, residía en la jaula una tercera leona de nombre "Gordita", la cual, tras haberse asustado por la presencia de Franco y haber huido a su dormitorio, fue encerrada por sus cuidadores, consiguiendo ser el único felino sobreviviente de dicha jornada.